# Sjelon
Sjelon (ryska: Шелонь) är en flod i Pskov oblast och Novgorods oblast i Ryssland. Större städer längs floden är Porchov och Soltsy. Floden mynnar ut i sjön Ilmen i ett 10 kvadratkilometer stort delta.
Bredden på floden i staden Porchov är cirka 40 meter men vid Soltsy är den 70 meter bred. Floden är farbar nedströms från staden Soltsy till mynningen.
Floden namngav en av Republiken Novgorods femtedelar, Sjelonskaja pjatin (ryska: Шелонская Пятины).
- Wikimedia Commons har media som rör Sjelon.